# 藤倉学園
社会福祉法人藤倉学園（ふじくらがくえん）は、東京都八王子市美山町1230に本部を置く社会福祉法人。知的障害者支援施設「大島藤倉学園」（東京都大島町）および知的障害児入所施設「多摩藤倉学園」（東京都八王子市）を設置・運営している。創立者は藤倉電線（現・フジクラ）創業者藤倉善八の弟中内春吉と社会事業家川田貞治郎。キリスト教系施設。

## 沿革
1907年6月、日本で4番目の知的障害者施設として、藤倉電線創業家出身の中内春吉が私財を投じて、現在の東京都大島町に知的障害児のための福祉施設、財団法人藤倉学園を創立。社会事業家の川田貞治郎に学園運営を託したのが起源である。学園運営には、川田が師と仰いだ滝乃川学園の石井亮一が理事として参画していた。
戦時中、要塞化した大島から山梨県清里町の立教学院施設を買い取り移転するが、終戦後の1945年10月、再び大島町に戻った。1952年社会福祉法人に移行。1958年には東京都八王子市に多摩藤倉学園を設置。現在に至る。
創立の経緯から、フジクラとの関係が緊密で、同社のCSRに位置付けられている。

## 事業所
- 本部：東京都八王子市美山町1230
- 大島藤倉学園：東京都大島町元町字馬の背128
- 多摩藤倉学園：東京都八王子市美山町1230

## 代表者
- 理事長　大橋一彦（フジクラ名誉顧問）